# Marka polska

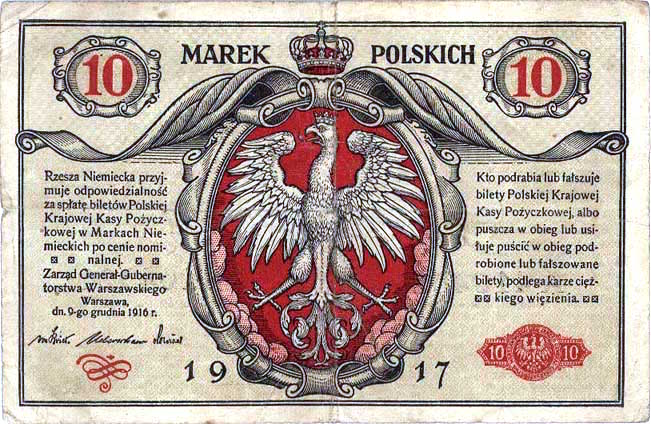
10 marek polskich z 1916

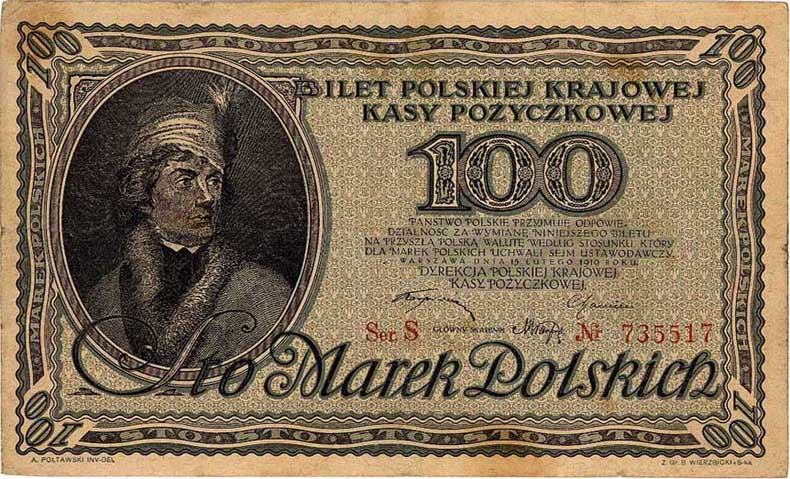
100 marek polskich (emisja z 15 lutego 1919)

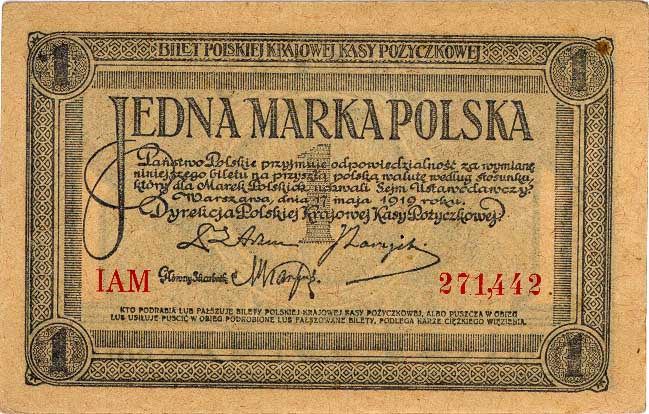
1 marka polska (emisja z 17 maja z 1919)

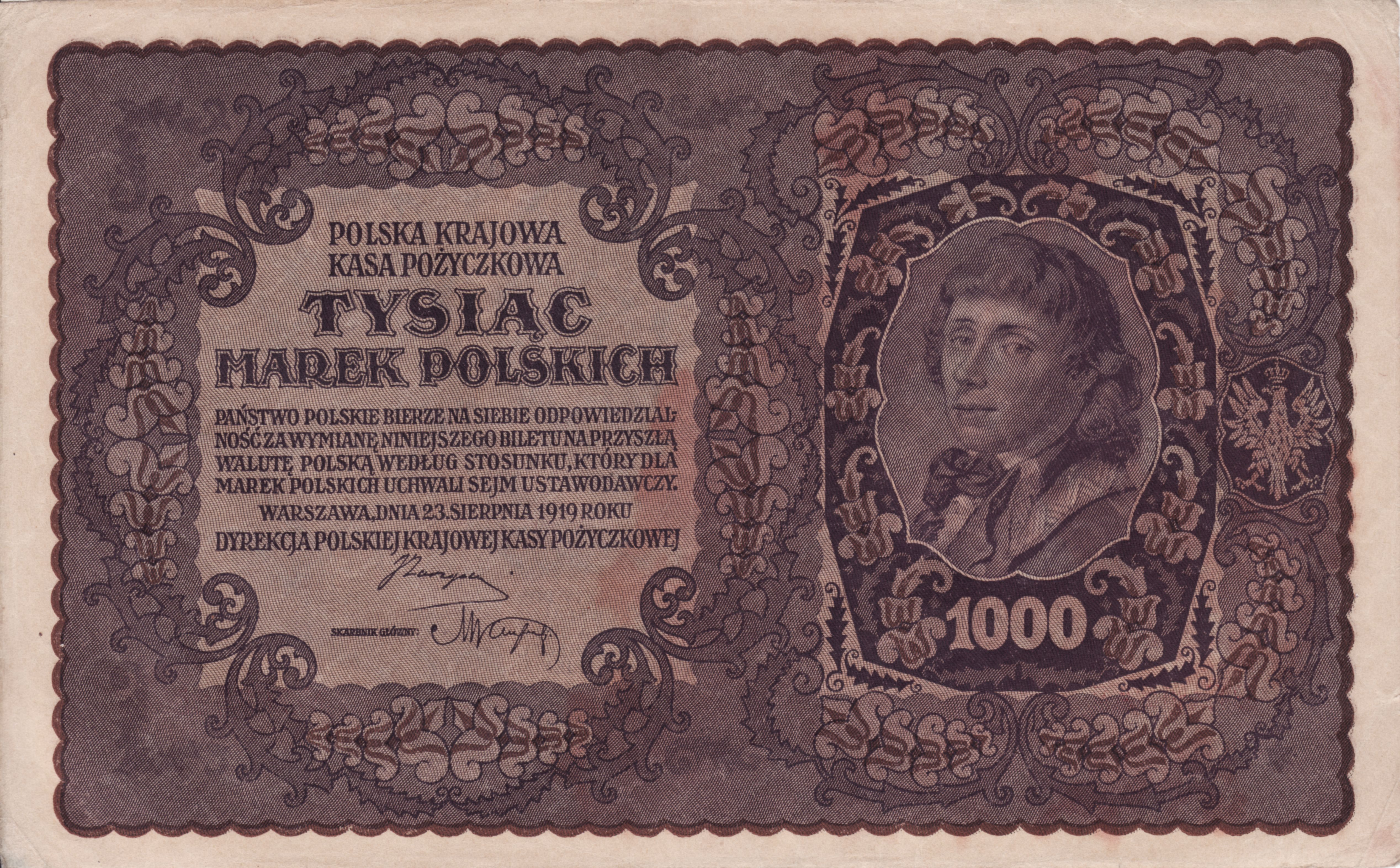
Banknot 1000 marek polskich Polskiej Krajowej Kasy Pożyczkowej z 1919

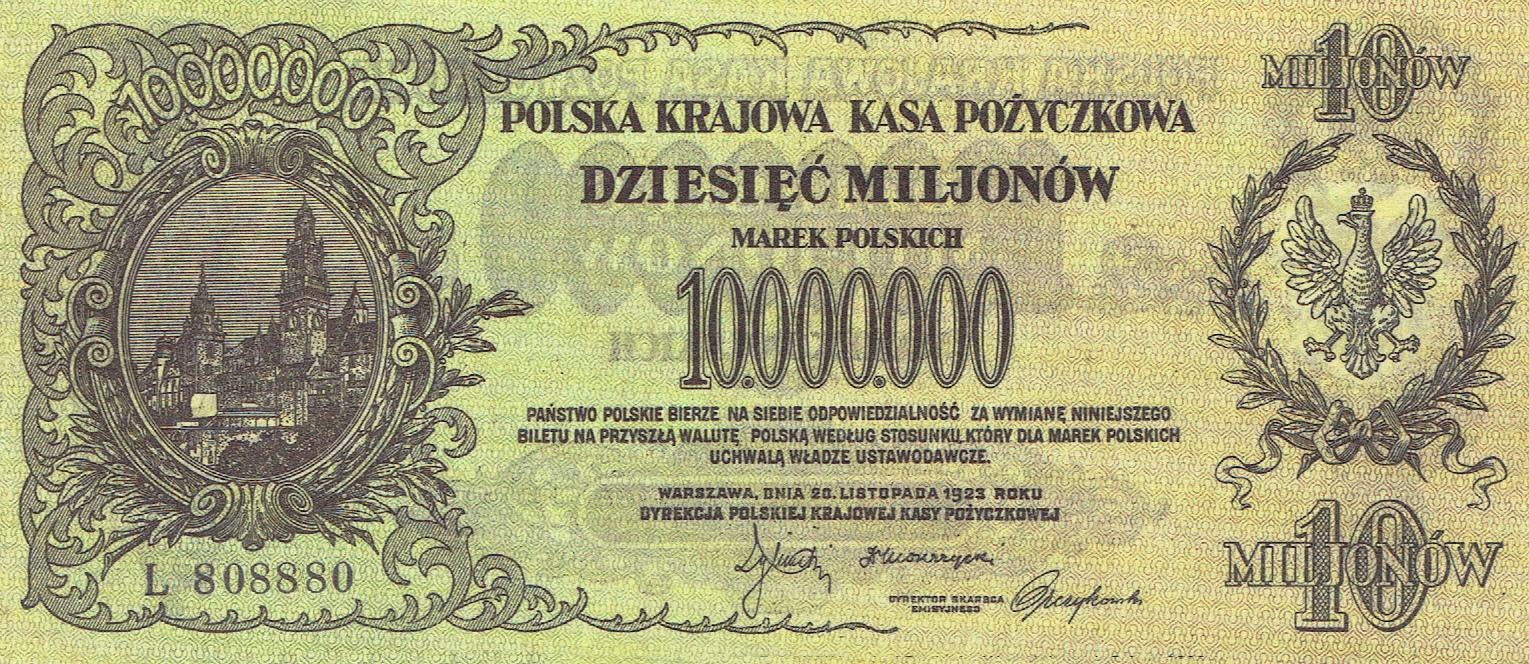
Banknot 10 mln mkp Polskiej Krajowej Kasy Pożyczkowej. Emisja z dnia 20 listopada 1923 roku

Marka polska – waluta obowiązująca od 9 grudnia 1916 roku na okupowanych przez Cesarstwo Niemieckie terenach Królestwa Polskiego, a następnie – obowiązująca w Rzeczypospolitej Polskiej. W wyniku reformy pieniężnej z 29 kwietnia 1924 roku marka polska została zastąpiona przez polskiego złotego. 1 marka polska odpowiadała 100 fenigom.

## Znaki pieniężne

### Monety
- obiegowe (żelazne):
  - 1 fenig (1918)
  - 5 fenigów (1917–1918)
  - 10 fenigów (1917–1918)
  - 20 fenigów (1917–1918)
- próbne:
  - 50 mkp
  - 100 mkp

### Banknoty
- emisji 9 grudnia 1916:
  - ½ mkp
  - 1 mkp
  - 2 mkp
  - 5 mkp
  - 10 mkp
  - 20 mkp
  - 50 mkp
  - 100 mkp
  - 1000 mkp
- emisji 15 stycznia 1919
  - 500 mkp
- emisji 15 lutego 1919
  - 100 mkp
- emisji 17 maja 1919
  - 1 mkp
  - 5 mkp
  - 20 mkp
  - 1000 mkp
- emisji 23 sierpnia 1919
  - 1 mkp
  - 5 mkp
  - 10 mkp
  - 20 mkp
  - 100 mkp
  - 500 mkp
  - 1000 mkp
- emisji 7 lutego 1920
  - ½ mkp
  - 5000 mkp
- emisji 11 marca 1922
  - 10 000 mkp
- emisji 10 października 1922
  - 50 000 mkp
- emisji 25 kwietnia 1923
  - 250 000 mkp
- emisji 30 sierpnia 1923
  - 100 000 mkp
  - 500 000 mkp
  - 1 000 000 mkp
- emisji 20 listopada 1923
  - 5 000 000 mkp
  - 10 000 000 mkp

## Waluta okupacyjna
Podczas I wojny światowej (w 1915) część Królestwa Kongresowego została zajęta przez armię niemiecką i austriacką (Królestwo Polskie [1917–1918]). Wprowadzono nowe waluty: markę niemiecką (okupowane tereny niemieckie) i koronę austriacką (tereny austriackie).
Później Niemcy doszli do wniosku, że zabieganie o względy Polaków może się im opłacić. Objawem tego było wprowadzenie marki polskiej z wielkim Orłem Białym na awersie. Było to jego pierwsze oficjalne urzędowe zastosowanie od upadku powstania listopadowego. Waluta została wprowadzona rozporządzeniem Hansa Hartwig von Beselera, generał-gubernatora warszawskiego, z dnia 9 grudnia 1916 roku. W Generalnym Gubernatorstwie Warszawskim marka polska była emitowana przez Polską Krajową Kasę Pożyczkową (PKKP) i od 26 kwietnia 1917 roku stanowiła jedyny prawny środek płatniczy na tym obszarze (kurs wymiany – 1:1 marek niemieckich).

## W niepodległej Polsce
11 listopada 1918 (II Rzeczpospolita) PKKP przeszła w ręce polskie.
Marka polska stała się prawnym środkiem płatniczym na terenie całej Polski dopiero ustawą z 15 stycznia 1920 roku.
PKKP wydała też tzw. przekazy o nominałach 50 000 000 i 100 000 000 mkp, datowane na 20 listopada 1923 roku.
Planowano także emisję monet: w 1922 wybito pierwszą monetę próbną według projektu Wasiewicza o wartości 100 marek, z orłem państwowym na awersie i z głową marszałka Piłsudskiego na rewersie, w 1923 próbną monetę 50-markową według projektu Konstantego Laszczki, z orłem państwowym na awersie i z popiersiem dziewczyny zwróconej w lewo, ze snopkiem zboża na prawym ramieniu. W związku z wymianą pieniędzy projekty nie zostały zrealizowane.
W 1924 roku marki polskie zostały wymienione na złote po kursie 1 złoty = 1 800 000 mkp.
Banknoty PKKP w walucie markowej, już po reformie walutowej, zostały użyte do produkcji tzw. biletów zdawkowych. Banknoty markowe o nominałach 500 000 mkp oraz 10 000 000 mkp były przecinane na pół, a następnie na owych połówkach nadrukowywano nową wartość (odpowiednio 1 grosz i 5 groszy). Na markach polskich widnieje następująca klauzula prawna: „Kto podrabia lub fałszuje bilety Polskiej Krajowej Kasy Pożyczkowej, albo puszcza w obieg lub usiłuje puścić w obieg podrobione lub fałszowane bilety podlega karze ciężkiego więzienia”. Mają także niezbyt widoczne, małe znaki wodne (siatkę przez całą powierzchnię banknotu).